# 早通村
早通村（はやどおりむら）は、かつて新潟県中蒲原郡にあった村。1925年7月1日の編入合併によって消滅し、現在は新潟市江南区の一部となっている。
以下の記述は合併直前当時の旧早通村に関しての記述であり、現在では名称等が異なる場合がある。なお、ここに記述されていない内容に関しては新潟市などの記事を参照。

## 沿革
- 1889年（明治22年）4月1日 - 町村制施行に伴い中蒲原郡早通村、泥潟村、鵜ノ子村、長潟村、丸潟村が合併し、早通村が発足。
- 1901年（明治34年）11月1日 - 中蒲原郡茅城島村の一部と合併して、早通村を新設。
- 1925年（大正14年）7月1日 - 中蒲原郡亀田町に編入され消滅。

## 地域
早通村は、合併した村名を継承する以下の大字で構成される。
早通（はやどおり）
1889年（明治22年）まであった早通村の区域。現在の新潟市江南区亀田早通。
泥潟（どろがた）
1889年（明治22年）まであった泥潟村の区域。現在の新潟市江南区泥潟。
鵜ノ子（うのこ）
1889年（明治22年）まであった鵜ノ子村の区域。現在の新潟市江南区鵜ノ子。
長潟（ながた）
1889年（明治22年）まであった長潟村の区域。現在の新潟市江南区亀田長潟。
丸潟（まるがた）

1889年（明治22年）まであった丸潟村の区域。現在の新潟市江南区丸潟。